# Tapiena incisa
Tapiena incisa är en insektsart som beskrevs av Heinrich Hugo Karny 1923. Tapiena incisa ingår i släktet Tapiena och familjen vårtbitare. Inga underarter finns listade i Catalogue of Life.